# Hitman (DC Comics)
Pour les articles homonymes, voir Hitman.
Hitman est un personnage de comics créé par Garth Ennis et John McCrea pour DC Comics. Il est apparu dans Demon annual 2 en 1993 avant de recevoir sa propre série qui dura 61 numéros de 1996 à 2001.

## Contexte
Hitman raconte les exploits de Tommy Monaghan, un ancien Marine, vétéran de la Guerre du Golfe, devenu tueur à gages pour le Cauldron, un quartier irlandais de Gotham City. 

## Récompenses
- 1997 : Le personnage Dogwelder (de l'équipe Section 8) a été nommé "Meilleur Nouveau Personnage" par les lecteurs de Wizard.
- 1999 : Le numéro 34 de Hitman, "Of Thee I Sing", avec une apparition de Superman, gagna le Prix Eisner pour le "Meilleur Numéro"[3], présenté par Garth Ennis et John McCrea.
- 1999 : Le numéro 1 000 000, qui fait partie du DC One Million, gagna le vote du Comics Buyer's Guide Fan Award pour "Histoire Préférée".
- 2000 : L'arc narratif "For Tomorrow", dans les numéros 39 à 42, gagna le vote du Comics Buyer's Guide Fan Award pour "Histoire Préférée".

## Éditions reliées américaines
Début 2009, DC Comics édite la série pour la première fois dans son intégralité.
1. A Rage in Arkham : contient Hitman The Demon Annual n°2, Batman Chronicles n°4, et Hitman n°1–3, 2009  (ISBN 978-1-5638-9314-8) .
2. Ten Thousand Bullets : contient Hitman n°4-8 et Annual n°1, 2010  (ISBN 978-1-4012-1842-3) .
3. Local Heroes : contient Hitman n°9-14, 2010  (ISBN 978-1-4012-2893-4) .
4. Ace of Killers : contient Hitman n°15-22, 2011  (ISBN 978-1-4012-3004-3) .
5. Tommy's Heroes : contient Hitman n°23-36 et n°1 000 000, 2011  (ISBN 978-1-4012-3118-7) .
6. For Tomorrow : contient Hitman n°37-50, 2012  (ISBN 978-1-4012-3282-5) .
7. Closing Time : contient Hitman n°51-60, Hitman/Lobo: That Stupid Bastich n°1, JLA/Hitman n°1-2 et une histoire de Superman 80-Page Giant n°1, 2012  (ISBN 978-1-4012-3400-3) .

## Dans les autres médias
- Tommy Monaghan est mentionné dans l'épisode "Rendez-vous avec le passé (Double Date)" de Justice League Unlimited, où le parrain du crime Steven Mandragora se réfère à lui comme un tueur à gages qui est tombé "accidentellement" sur une voie ferrée et qui a été tué.